# Cibaster
Cibaster is een geslacht van uitgestorven zee-egels uit de familie Holasteridae.

## Soorten
- Cibaster bourgeoisanus (d'Orbigny, 1853) † Santonien, Frankrijk.
- Cibaster nuciformis (Ernst, 1971) † Santonien, het Verenigd Koninkrijk en Duitsland.
- Cibaster leymeriei Cotteau, 1887 † Maastrichtien, Spanje.
- Cibaster haydeni Peron & Gauthier, 1878 † Cenomanien, Algerije.